# Hiram Johnson
Hiram Warren Johnson (né le 2 septembre 1866 et décédé le 6 août 1945), gouverneur (1911–1917) puis sénateur de Californie (1917–1945), est une des figures majeures du mouvement progressiste américain qui s’illustra par des positions isolationnistes.

## Biographie

### Premières années
Johnson naquit à Sacramento, Californie ; son père, Grove Lawrence Johnson, siégeait à la Chambre des Représentants sous l’étiquette républicaine. Il était également membre des instances législatives de l'État de Californie. Sa mère, Annie DeMontfredy, descendait d’une famille huguenote qui avait quitté la France pour fuir les persécutions religieuses. Elle était membre des « Filles de la Révolution américaine » et la famille affirmait descendre d’un général de l’armée continentale. Johnson avait un frère et trois sœurs.
Après ses études secondaires, Johnson travailla comme reporter et sténographe dans des cabinets juridiques. Ayant décidé de se lancer dans le droit, il s’inscrivit à l’Université de Californie (Berkeley), où il devint membre de la Chi Phi Fraternity. Reçu au barreau en 1888, il s’installa comme avocat dans sa ville natale. En 1902 il partit pour San Francisco. Assistant du procureur, il s’engagea dans le mouvement réformateur sous couvert de lutte contre la corruption. Il se fit connaître du grand public en 1908 lorsqu’il participa, aux côtés du procureur Francis J. Heney, aux poursuites engagées contre Abe Ruef et le maire Eugene Schmitz, accusés de distribuer des pots-de-vin. Lorsque le procureur général Heney fut abattu en plein tribunal, il prit sa place et remporta le procès. Il épousa Minne L. McNeal avec laquelle il eut deux fils.

### Le gouverneur

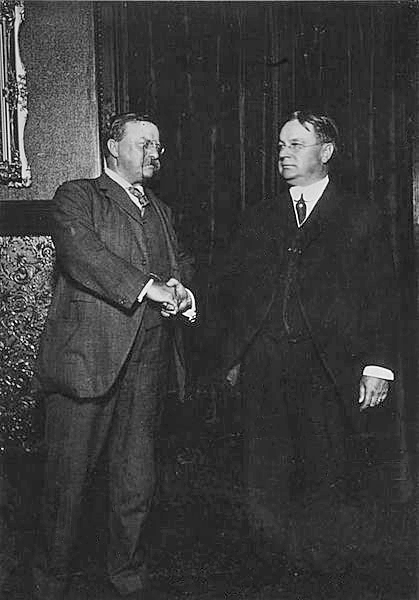
Le ticket progressiste : Roosevelt et Johnson, 1912.

En 1910, Johnson remporta les élections gouvernatoriales comme candidat de la Lincoln-Roosevelt League, mouvement libéral républicain dont le programme était essentiellement axé autour de la lutte contre le Southern Pacific Railroad. Johnson fit campagne en sillonnant l’état dans une voiture décapotable. Une fois élu, il adopta une politique populiste et effectua de nombreuses réformes. Au nombre de celles-ci figura l’élection des sénateurs californiens au suffrage universel, ce qui dépouilla l'assemblée californienne de son monopole sur les élections sénatoriales. Le gouverneur Johnson milita également pour le droit de vote des femmes et le droit des citoyens à s’inscrire dans plusieurs partis politiques, espérant ébranler ce qu’il considérait comme un système politique entièrement figé. En 1911, Johnson et les progressistes introduisirent une procédure d’initiative populaire, le référendum et une procédure de révocation populaire (Recall election) dans la constitution de l'état, ce qui dota la Californie d’un accès à la démocratie directe sans égal dans les autres états de l'union. En 1913, Johnson apporta son soutien à la California Alien Land Law.
En 1912, Johnson se hissa sur la scène politique nationale en créant le Parti progressiste. La même année le vit faire campagne aux côtés de Theodore Roosevelt comme candidat à la vice-présidence des États-Unis sous l’étiquette progressiste. Ce choix permit à Roosevelt de remporter la Californie avec une avance de 0,2 % des voix, devant le candidat républicain, William Howard Taft. Cette victoire n’empêcha pas le parti progressiste de perdre et c’est le démocrate Woodrow Wilson qui devint président.

### Le sénateur
Johnson fut réélu gouverneur en 1914 et en 1916 se fit élire au Sénat des États-Unis, où il prit ses fonctions le 16 mars 1917. Dans le courant de la même année, il commenta l’entrée des États-Unis dans la Première Guerre mondiale d’une formule restée célèbre : « Quand une guerre éclate, la première victime c’est toujours la vérité. »

### Le candidat à la présidence
À la mort de Théodore Roosevelt en janvier 1919, Johnson fut considéré comme le chef naturel du parti progressiste. Mais en 1920, au lieu de relancer le parti, il fit campagne dans les primaires républicaines où il se fit battre par Warren Harding. En 1924, il fut battu par Calvin Coolidge, n’obtenant que dix voix. En tant que sénateur Johnson resta toujours très populaire. En 1934, il fut réélu avec 94,5 % du vote citoyen.

### Johnson et leNew Deal
Pendant les premières années de la présidence de Franklin Roosevelt, Johnson apporta son soutien au train de mesures de relance de l’économie, le New Deal, n’hésitant pas à voter avec les démocrates et apportant même son soutien à Franklin Roosevelt en 1932 et en 1936, tout en restant membre du parti républicain.
Il se détacha de Roosevelt et du New Deal lorsque celui-ci essaya, mais sans succès, d’élargir le nombre de juges à la Cour Suprême. Isolationniste convaincu (il fut le seul sénateur à voter contre l’adhésion à la Société des Nations et à l’ONU), Johnson se montra beaucoup plus critique quant à la politique extérieure de Roosevelt. Devenu doyen du Sénat, il officia comme président de la commission chargée des relations avec Cuba dans la soixante-sixième législature du Congrès. Il siégea également dans les commissions chargées des brevets, de l’immigration, du territoire et des zones insulaires et enfin du commerce.

### La fin
Après avoir servi pendant près de trente ans au sénat, Johnson mourut à l’hôpital naval de Bethesda dans le Maryland, le 6 août 1945, le jour même de l'attaque nucléaire d’Hiroshima qui éclipsa totalement l’annonce de son décès. Il fut enterré au Cypress Lawn Memorial Park à Colma (Californie).
Le nom de Johnson apparut plusieurs fois dans les médias lors de la 2003 California recall election (en) parce qu’il avait joué un rôle clef dans l’adoption de la procédure de révocation. Arnold Schwarzenegger qui faisait alors campagne pour le siège de gouverneur fit plusieurs fois allusion à l’héritage progressiste de Johnson dans ses allocutions publiques.